# Carlos Espínola
Carlos Espínola, né le 5 octobre 1971, est un véliplanchiste et skipper argentin.

## Carrière
Carlos Espínola participe aux Jeux olympiques d'été de 1996 à Atlanta et aux Jeux olympiques d'été de 2000 à Sydney où il remporte la médaille d'argent dans la catégorie du Mistral One Design. Puis il participe aux Jeux olympiques d'été de 2004 à Athènes et aux Jeux olympiques d'été de 2008 à Pékin dans la catégorie du Tornado et remporte la médaille de bronze à deux reprises.